# Płatna protekcja
Płatna protekcja – pośredniczenie w załatwieniu sprawy w zamian za korzyść majątkową lub obietnicę jej otrzymania, dzięki wpływom w instytucji państwowej lub samorządzie terytorialnym. Czyn ten jest zagrożony karą pozbawienia wolności od 6 miesięcy do lat 8 (podstawa prawna: art. 230 i 230a k.k.). W wypadku mniejszej wagi, sprawca podlega grzywnie, karze ograniczenia wolności albo pozbawienia wolności do lat 2.